# Zabrež
Zabrež – wieś w Słowenii, w gminie Laško. W 2018 roku liczyła 13 mieszkańców.